# Myotis attenboroughi
Myotis attenboroughi es una especie de pequeño murciélago de la familia Vespertilionidae que es endémica de la isla caribeña de Tobago. Su presencia en la cercana Trinidad es aún incierta. Es la única especie de mamífero que actualmente se sabe que es endémica de Trinidad y Tobago. Lleva el nombre del famoso naturalista inglés Sir David Attenborough.
Anteriormente se asignó a Myotis nigricans hasta que un estudio de 2017 reveló que era una especie distinta y previamente desconocida. Es la especie hermana de un clado que contiene Myotis handleyi, Myotis nesopolus y 3 especies posiblemente no descritas de América del Sur y Central. Se puede distinguir de todos los demás Myotis caribeños por su pequeño cráneo y la fuerte pendiente de sus huesos frontales.
Se alimenta de polillas y otros pequeños insectos voladores nocturnos, y anida en cuevas, huecos de árboles y áticos de edificios.